# Ghiacciaio del Careser
Il ghiacciaio del Careser (o vedretta del Careser) è un ghiacciaio alpino nel gruppo Ortles-Cevedale, si trova in val di Peio, più precisamente nella sua continuazione destra, la val de la Mare. L'acqua di questo ghiacciaio forma un lago artificiale, lago del Careser usato dall'Enel per produrre energia grazie alla centrale di Malga Mare. L'acqua si unisce poi a tutti i torrenti della val de la Mare formando così il Noce Bianco, che a Cogolo si aggrega con il Noce Nero creando il torrente Noce.

## Descrizione
Il ghiacciaio del Careser è situato a una quota media di 3067 metri (varia tra i 3300 metri del passo tra cima Venezia e cima Marmotta e i 2900 metri della fine dei ghiacci), la sua posizione gli permette una mediocre protezione dal sole, le cime che lo circondano in senso orario da ovest sono:
- cima Lago Lungo - 3162 m;
- cima Marmotta - 3330 m;
- le tre cime Venezie - cima principale 3386 m - seconda cima 3371 m - terza cima 3356 m;
- punta Martello - 3357 m;
- cima Rossa di Saént - 3347 m;
- cima Mezzana - 3172 m;
- cima Careser - 3189 m;
- cima Campisol - 3159 m.

Il ghiacciaio, nell'ultimo secolo, si è ritirato notevolmente: all'inizio del 1900 raggiungeva l'attuale lago, ora invece si trova ad un dislivello di 350 metri e ad una distanza di quasi un chilometro. Come la maggior parte dei ghiacciai alpini ha iniziato a fondersi inesorabilmente dagli anni ottanta con due picchi di diminuzione databili negli anni 2002-03, 2006-07 e 2011-12.

## Escursionismo sul ghiacciaio

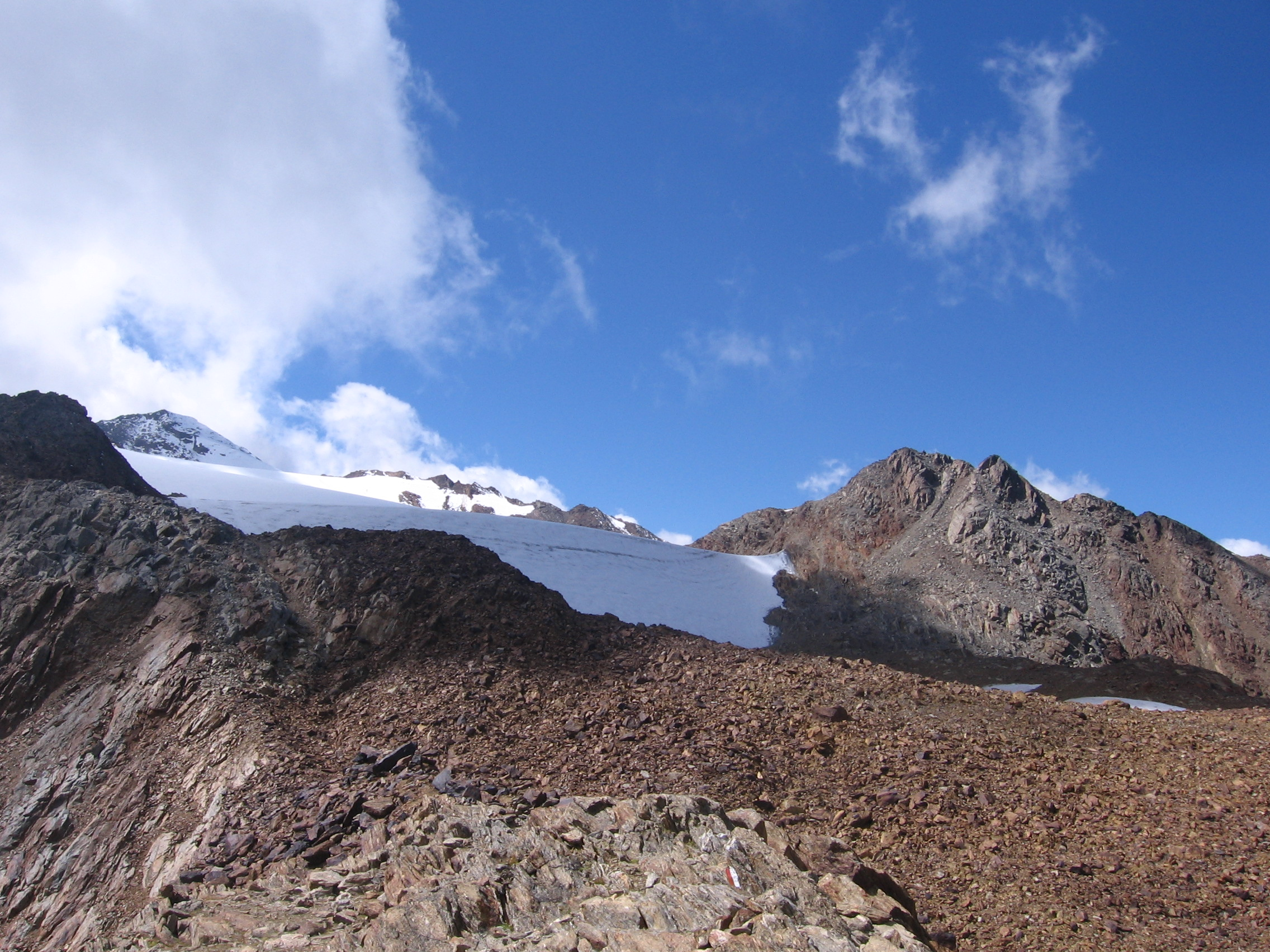
Il ghiacciaio del Careser visto da poco sopra il Lago del Careser

Il tracciato SAT che passa per il ghiacciaio è uno solo, il numero 104, che congiunge il rifugio Dorigoni al rifugio Larcher. Dalla bocca di Saént Sud a quota 3128 al passo del Lago Lungo a quota 3140.
Nell'estate 2011 è stata progettata una nuova via per la traversata dei due rifugi: dalla bocca di Saént si prosegue fino a circa metà ghiacciaio per poi ridiscendere verso il lago del Careser lungo il torrente rio Careser. Da qui si prende il sentiero SAT 123 per poi arrivare al rifugio Larcher.

### Ascensioni passando sul ghiacciaio
Solo punta Martello, per essere raggiunta, richiede il passaggio per il ghiacciaio. Per raggiungere le altre vette si passa sulle creste montuose che sovrastano il ghiacciaio:
- cima Careser, cima Mezzena, cima Campisol e cima Rossa di Saént vengono generalmente raggiunte dalla val di Rabbi e non richiedono l'utilizzo dell'attrezzatura da ghiaccio;

- Le cime Venezie e cima Marmotta non sono facilmente raggiungibili dal ghiacciaio, vengono salite più solitamente dalla val Martello, per la vedretta Alta;

- Infine cima Lago Lungo viene generalmente salita dalla val di Peio, non viene richiesta attrezzatura da ghiaccio.